# بي باتل بيرست إيفولوشن
بي باتل بيرست إيفولوشن(بالإنجليزية: Be Battle Burst Evolution )‏هي سلسلة مانغا يابانية من تأليف هيرو موريتا وأنتجت الى أنمي من قبل إستديو أو إل إم.

## القصة
بعد أن سافر بطلنا شهاب الى بلد آخر ينضم الى نادي فجر النصر وهناك يلتقي صديقه سفيان ويتعرف على أصدقاء جدد ويخوضون نزالات من أجل الفوز في بطولة البلابل،مديرة نادي فجر النصر فتاة تدعى كرزة ومساعدها الفتى طراد،وبعد فترة بدأ بعض الاعبين يغادرون النادي ومنهم الاعب فريد حيث قرر ان يغادر وينضم الى نادي فئران الغضب ويخوض شهاب وأصدقائه نزالات كثيرة،ثم يتصل مجدي ويخبر شهاب أن صديقهم ماهر إختفى ويقرر شهاب وأصدقائه البحث عن ماهر ويقترح مجدي أن يبحثوا عنه في المكسيك لأن بها نادي إسمه جحر الأفعة حيث يذهب إليه الاعبين من أجل القوة وعندما وصلوا مكان النادي وجدو شخص يضع خوذة في رأسه وقال إسمه العين الحمراء ويحمل بلبل صديقهم ماهر وطلب منهم المغادرة وخاض شهاب نزال ضده لكنه خسر وبذلك غادروا،وعندما وصلوا الى النادي علموا أن طراد مساعد المديرة يريد مغادرة النادي وفعلاً غادر وإنضم إلى نادي فئران الغضب ومدير النادي الشاب إسكندر وفيما بعد إتضح ان إسكندر مدير نادي جحر الأفعة،ثم إنضم كروان وسليم إلى نادي فجر النصر ،وفي يوم ما يحدث نزال بين العين الحمراء والاعب ضاري ويذهب شهاب وأصدقائه لحضور النزال وإستطاع ضاري هزيمة العين الحمراء وإنكشفت حقيقته حيث علموا أن العين الحمراء هو صديقهم ماهر،ثم بدأت بطولة البلابل ويخوض الاعبين نزالات ضد بعضهم وكان آخر نزال بين شهاب وصديقه ماهر وقد كان نزال مذهل ورائع جداً وإستطاع شهاب الفوز في النهاية وبذلك حقق حلمه وأصبح بطل العالم في لعبة البلابل.

## الممثلون
| الشخصية       | صوت الدبلجة العربية |
| ------------- | ------------------- |
| شهاب          | مهجة الشيخ          |
| ماهر          | أحمد حجازي          |
| فريد          | ندى محفوض           |
| مجدي/سالي     | رغدة الخطيب         |
| ضاري/كروان    | أميرة حذيفي         |
| سفيان         | طارق المسكي         |
| دامر          | هبة شالاتي          |
| سليم          | حنان شقير           |
| فلك           | رشا بيدس            |
| كرزة          | رزان الحبش          |
| براء/سمهر     | هبة سنوبر           |
| نوري/طراد     | فيروز داود          |
| المعلق الأول  | خلدون القاروط       |
| المعلق الثاني | نضال جوهر           |
| جميل          | سامر الجندي         |
| كمال          | محمد مصطفى          |
| إسكندر/صقر    | طالب الرفاعي        |
| رأفت          | مأمون الرفاعي       |
| رضوان         | باسل الرفاعي        |

### طاقم العمل
- الشارة :-
  - كلمات :شفيق البيطار
  - ألحان :باسم زواندي
  - غناء :عاصم سكر
- الراوي:طالب الرفاعي
- الترجمة :مروة إسلامبولي
- الإعداد :حنان حموي
- المونتاج :سامر القزة
- التترات :محمد ياسين عقيل
- المكساج :سامر أبو عسلي
- ماسترينغ :لويس أبو عسلي
- المعالجة الإلكترونية :نور الدبسي
- المتابعة المالية :محمد حسان مهنا،فراس رنه
- الإدارية التنفيذية :محمد القزة
- الإشراف العام :فائز الصباغ
- الإشراف الفني :مأمون الرفاعي

## أنظر أيضاً
- بي باتل برست
- بي باتل بيرست تيربو
- بي باتل بيرست رايز

## وصلات خارجية
- بي باتل بيرست إيفولوشن  على موقع نتفليكس